# Arcad
Arcad ist ein CAAD-Programm für zweidimensionale und dreidimensionale Bauzeichnungen. Das Programm ist für Architekten, Bauingenieure und Stadtplaner ausgelegt. Dabei ist es dem Benutzer überlassen, ob er die Zeichnung traditionell 2D zeichnet oder in 3D modelliert und anschließend zum Bau benötigte 2D-Zeichnungen erstellen lässt.

## Technik
Das Programm ist in ANSI C unter Zuhilfenahme des OpenMotif GUI-Toolkits geschrieben und soll daher sehr schnell und unabhängig von der verwendeten Distribution laufen.
Alle vom Systemhaus kommenden Programme verwenden dieselbe Datenbank, so dass die Programme sehr kollaborativ arbeiten sollen.

## Geschichte
Nach eigenen Aussagen entwickelt das Unternehmen seit 1996 auf Linux und soll auf der Messe ACS in Wiesbaden das erste CAD-Programm und AVA-System für Linux vorgestellt haben. Danach folgte die Weiterentwicklung. 1998 kam eine Campus-Version und 2004 wurde Arcad 64-Bit-fähig.

## Unternehmen
Das Unternehmen wurde 1983 in Haltern am See gegründet. 
Neben Arcad bietet das Unternehmen weitere Linux-Anwendungen für den professionellen Bereich. 
Ein Auftragsbearbeitungs und Warenwirtschafts-System LXAuftrag, ein Finanzbuchhaltungs-System LXFibu, ein Lohn- und Gehaltsabrechnungssystem LXLohn, das AVA-System ARCHITEC für Architekten und eine E-Shop-Lösung.